# Merzien
Merzien is een plaats en voormalige Duitse gemeente. Sinds 8 augustus 1994 is het een Ortsteil van de gemeente Köthen (Anhalt) in de Duitse deelstaat Saksen-Anhalt, en maakt deel uit van de Landkreis Anhalt-Bitterfeld. Als toenmalige gemeente bestond Meringen uit 3 Ortsteile, te weten Hohsdorf, Merzien en Zehringen. Hohsdorf en Zehringen maakten sinds 1950 deel uit van de gemeente Meringen. De plaats telt samen met Hohsdorf en Zehringen 762 inwoners.